# Лингайен
 Тази статия е за селището на Филипините.  За залива вижте Лингайен (залив).  
Лингайѐн (на пангасинан: Lingayen, [ˌliŋgɐˈjɛn]) е селище в северозападната част на Филипините, административен център на провинция Пангасинан в регион Илокос. Населението му е около 107 728 души (1 май 2020).
Разположено е на 7 метра надморска височина в северозападния край на остров Лусон, при вливането на река Агно в залива Лингайен и на 69 километра северозападно от Тарлак Сити. Селището е основано през 1614 година от испански августински мисионери, а през Втората световна война е в центъра на десанта в залива Лингайен.

## Известни личности
- Родени в Лингайен
  - Фидел Рамос (1928 – 2022), политик